# Dormitz
Dormitz är en kommun och ort i Landkreis Forchheim i Regierungsbezirk Oberfranken i förbundslandet Bayern i Tyskland.
Kommunen ingår i kommunalförbundet Dormitz tillsammans med kommunerna Hetzles och Kleinsendelbach.